# Múmiamúzeum (Guanajuato)
A Múmiamúzeum a mexikói Guanajuato város híres múzeuma.

## Története
A múzeum a Cerro Trozado nevű hegy oldalában található Szent Paula községi temetőhöz tartozik. Ennek kialakítását 1853 szeptemberében kezdték meg egy olyan területen, amelyet egy El Güero becenevű, valójában Victoriano nevű személy adományozott a községnek azzal a feltétellel, hogy a temetőt majd anyja után nevezik el. Hamarosan azonban viták robbantak ki az építkezéssel kapcsolatban, mivel a szomszédos Marfil plébánosa tiltakozni kezdett, hiszen a terület az ő plébániájához tartozott. Végül a kérdés azzal oldódott meg, hogy 1856-ban Munguía püspök úgy módosította a plébániák határait, hogy a temető tervezett területe teljes egészében a városközponti plébániához került. A temető felavatására 1861. március 13-án került sor.
A múzeum kiállításában látható múmiák többsége ebből a temetőből származik. Az eltemetett holttestek általában lebomlanak, múmia alakjában legtöbbször csak balzsamozás eredményeként maradnak fenn, de ebben a temetőben véletlenül természetes úton is megtörtént a mumifikálódás. Ez egy elképzelés szerint a talaj alacsony nedvesség-, viszont magas ásványianyag-, főleg kén-, nitrát- és timsótartalmával is magyarázható, ám mások inkább az igen magas hőmérsékletnek tulajdonítják a jelenséget. Az első mumifikálódott testet, egy idős francia orvos maradványát 1865-ben fedezték fel, amikor exhumálták a testet, mivel nem fizették be utána a szükséges pénzösszeget, aminek fejében eltemetve maradhatott volna. Az utolsó testet, amit a múzeum bemutat, 1950-ben ásták ki, de a város több pontjáról egészen 1979-ig előkerültek újabb és újabb, jó állapotban megmaradt holttestek, összesen több mint 1200.
A kiásott testeket egy épületben tárolták, és az idők során egyre többen lettek rájuk kíváncsiak, ezért a 19. század végén (más forrás szerint 1970-ben) múzeumot nyitottak számukra.

## A kiállítás
Igaz, hivatalosan kevesebbnek írják a kiállított testek számát, több forrás szerint ez a szám a százat is meghaladja: 47 férfi, 65 nő, három vagy négy fej, egy törzs és egy vagy két magzat áll a múzeum tulajdonában.
A kiállított testek között mindenféle életkorú és nemű emberé előfordul, itt van például a világ legkisebb múmiájának tartott magzati holttest is. Némelyik testen még ruháinak vagy halotti lepleinek maradványai is megmaradtak, és többüknek igen fájdalmas arckifejezése van. Ennek is köszönhető, hogy többféle legenda is keletkezett halálukkal kapcsolatban, amelyek titokzatos gyilkosságokról és szörnyű bűntényekről beszélnek.
A múzeum különlegessége igen sok látogatót vonz, a 2010-es évtized elején például több mint évi 400 000 látogatója volt, többségük mexikói, spanyol, argentin és USA-beli. Újabban az egyik legnépszerűbb látványosság a múzeumban egy olyan koporsó, amelybe a látogató bezárhatja saját magát, és úgy érezheti, mintha ő is a kiállított múmiák egyike lenne. A nagyközönség mellett a tudósok is érdeklődést mutatnak a múmiák iránt: vizsgálatukból következtetéseket vonhatnak le az elmúlt századok mindennapi életével és például betegségeivel kapcsolatban is.

## Képek

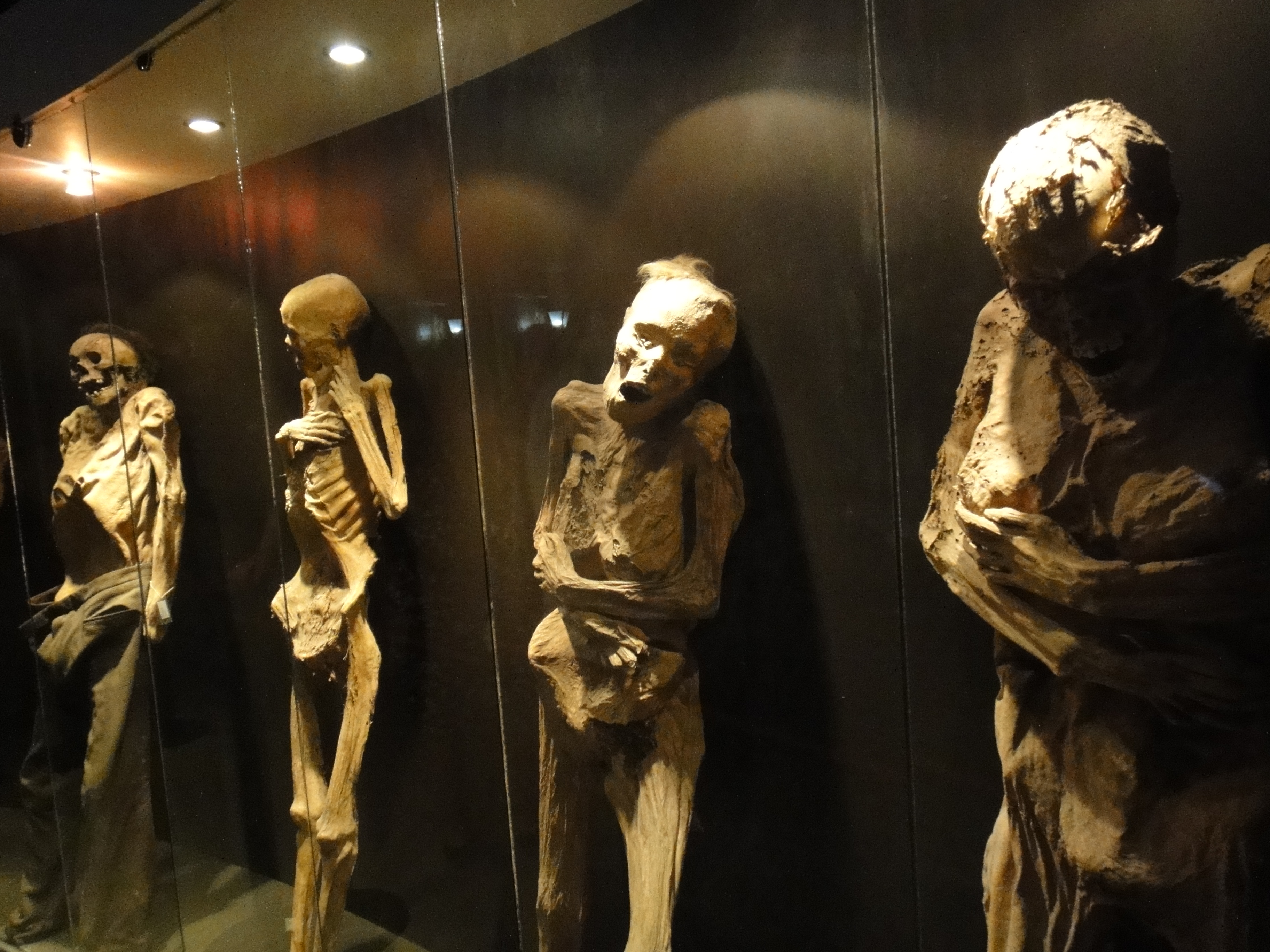
Múmiák sora
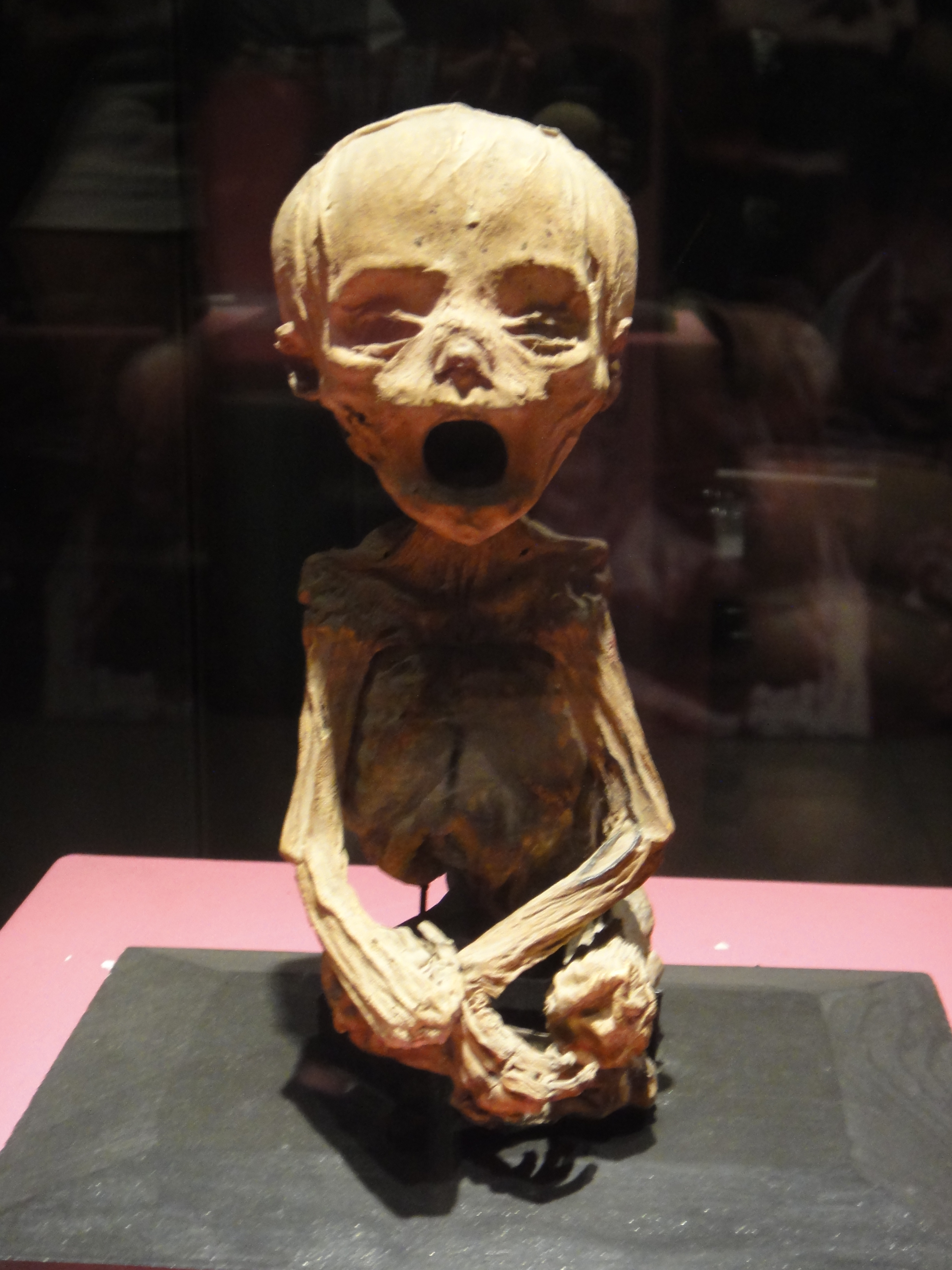
Egy gyermek múmiája
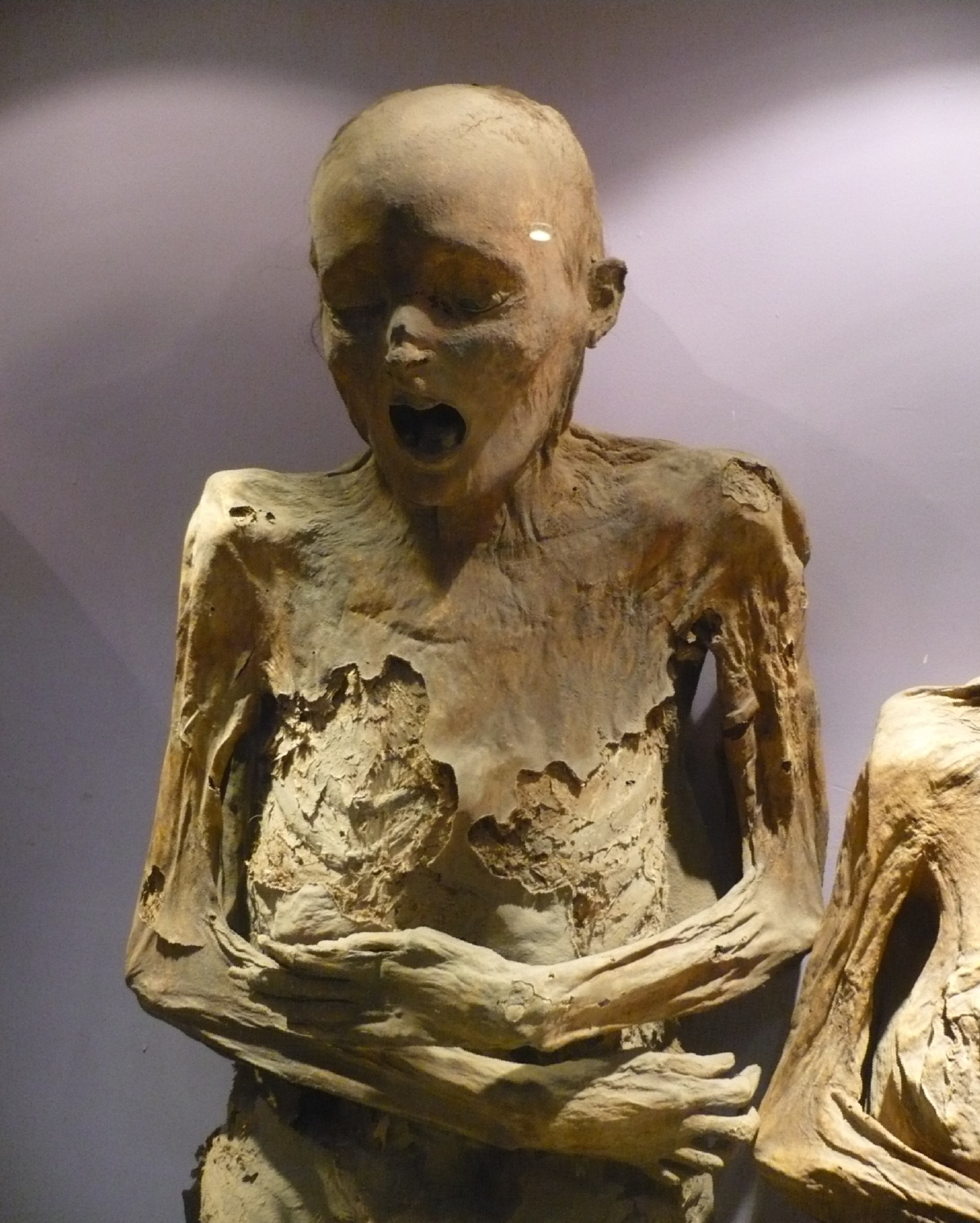
Egy kiállított darab
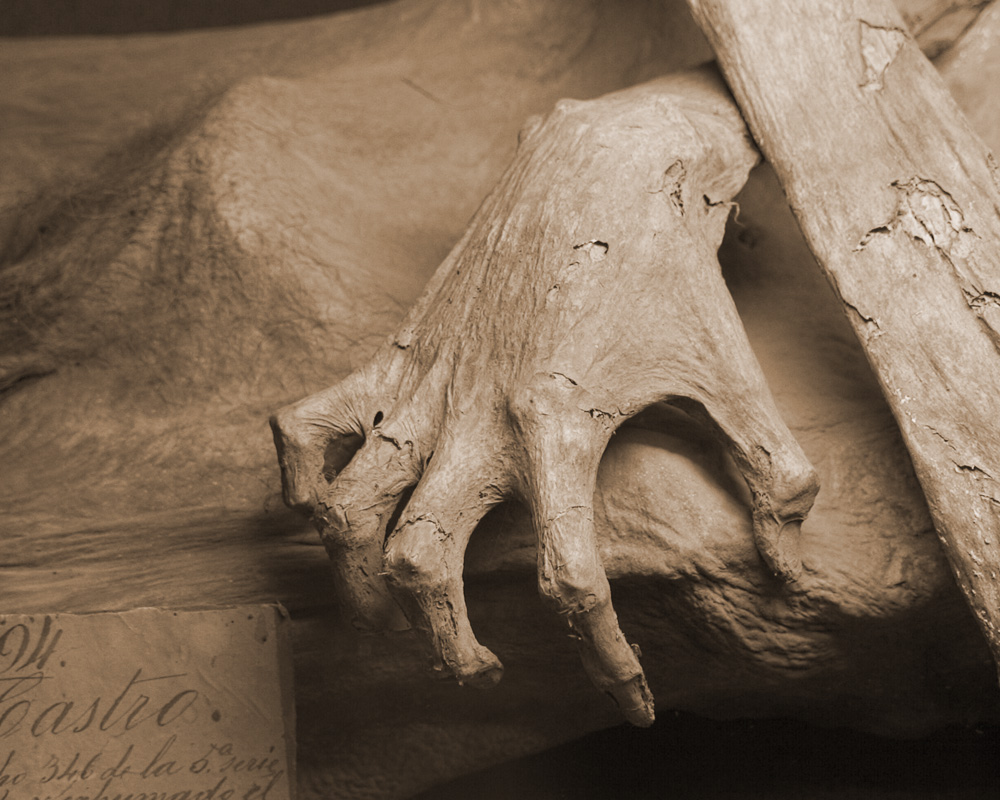
Részlet